# Rossiya K
Pour les articles homonymes, voir Rossiya.
 (décembre 2018).
Rossiya K (en russe : Россия K) ou Rossiya-Koultoura (ce qui signifie Russie-Culture), communément appelée télékoultoura (téléculture en français), est une chaîne de télévision publique russe à vocation culturelle. Héritière de la quatrième chaîne de la Gosteleradio (la radio-télévision nationale soviétique), elle est entièrement consacrée à la promotion de la culture.
Elle appartient au groupe audiovisuel public VGTRK et est une filiale de la chaîne de télévision Rossiya 1.
Une partie de ses programmes sont repris par la chaîne satellitaire RTR Planeta, autre filiale de Rossiya 1.
La chaîne ne transmet pas de publicités commerciales,.

## Histoire
À l'époque soviétique, la compagnie de radio-télévision nationale Gosteleradio émettait déjà une chaîne à vocation culturelle et éducative. Celle-ci est rebaptisée RTR-2 ou « Chaîne des universités de Russie » en 1991, un an après la promulgation d'un décret-loi mettant l'accent sur la nécessité de réformer l'audiovisuel soviétique, débouchant sur la création de la VGTRK. La chaîne commence cependant à émettre au mois d'avril 1992 et doit dès lors partager son antenne avec le « Quatrième canal d'Ostankino », une autre chaîne publique culturelle et éducative. Soutenue par l'Unesco, la chaîne souffre néanmoins comme les autres médias russes de la crise économique qui frappe le pays au cours des années 1990, et doit céder progressivement la fréquence qu'elle occupait au profit d'une chaîne commerciale, NTV.
La résurgence de la chaîne éducative intervient le 1er novembre 1997, date de création de Kultura par un décret du gouvernement. La mission de cette chaîne de télévision reste la même qu'à l'époque soviétique : promouvoir la culture, l'information et l'éducation, à travers documentaires, bulletins d'information, programmes didactiques, séries, dessins animés et cours télévisés. La chaîne est réputée pour ses interviews de personnalités du monde du cinéma ou du théâtre, ainsi que de l'art. Des films historiques, de grandes séries télévisées y sont diffusés ainsi que des concerts ou des ballets. La chaîne produit aussi des documentaires biographiques sur des vies d'auteurs, des musiciens célèbres, etc. ou de personnages historiques, ainsi que des émissions scientifiques. Cette chaîne, cependant émettait à la place de Pétersbourg TV-5 qui, elle, voit sa zone de diffusion restreinte dans la région de Saint-Pétersbourg sur décision gouvernementale avant de ne retrouver sa diffusion nationale qu'en 2006 avec un autre canal de diffusion attribué à la chaîne.

## Présentation
Les programmes de Rossiya K débutent en semaine à 6 heures 30 par la retransmission en direct des émissions de la chaîne d'information en continu Euronews, suivie d'un bulletin d'information consacré à l'actualité culturelle (Новости культуры, c'est-à-dire les nouvelles de la culture: expositions, pièces de théâtre, nouveaux films, etc.). Documentaires et émissions consacrés aux arts occupent principalement l'antenne jusqu'en fin d'après-midi, et sont suivis de dessins animés et d'émissions pour les enfants. En soirée, la chaîne diffuse essentiellement des films, séries, pièces de théâtre ou opéras. Les émissions cessent à 2 heures dans la région de Moscou et une heure plus tard dans le reste du pays.
Rossiya K est diffusée sur le réseau hertzien dans près de 142 villes et sur le réseau câblé des principales villes du pays. Au total, ce sont près de 106 millions de téléspectateurs qui ont accès aux émissions de la chaîne (73,1 % de la population) dont 16 millions en zone rurale. La chaîne diffuse également ses émissions par satellite afin de toucher le plus grand nombre. Ce moyen de réception alternatif permet ainsi à 3 millions de personnes, habitant majoritairement dans des régions reculées, de recevoir les émissions de Kultura. La chaîne est aujourd'hui quatrième en termes d'audience, derrière Perviy Kanal, Rossiya 1 et NTV.
Du fait de l'étendue du territoire russe, à cheval sur onze fuseaux horaires, il existe non pas une, mais quatre versions de la chaîne.
Son directeur général et rédacteur en chef est depuis 2009 Sergueï Choumakov.